# Jean-Marie Mayeur
Pour les articles homonymes, voir Mayeur.
Jean-Marie Mayeur, né le 28 août 1933 à Sarreguemines et mort le 8 octobre 2013 à Paris 15e, est un historien français, spécialiste de l'histoire politique et religieuse de la France de la Troisième République.

## Biographie
Né en Moselle, il grandit au sein d'une famille modeste fortement catholique et attachée à la France. Son père, Gaston, fils d'aide-comptable dans une épicerie, est instituteur puis inspecteur général de l'instruction publique. Il publie sur cette période allemande de l'Alsace-Lorraine un ouvrage historique en 1970 : Autonomie et politique en Alsace. La Constitution de 1911.
Il entre aux lycées Kléber et Fustel de Coulanges à Strasbourg puis fait khâgne au lycée Louis-le-Grand de Paris. Proche de Jean Touchard, secrétaire général de la Fondation nationale des sciences politiques, il entre à Sciences Po Paris.
Agrégé en 1957, il enseigne à Chartres (1957-1958) et Strasbourg (1958-1961), est attaché de recherche au CNRS (1961-1964), puis assistant et maître-assistant à la faculté des lettres de Nanterre (1964-1968). Il est nommé maître de conférences à Saint-Étienne en 1968.
En 1966, Pierre Nora et Jacques Revel lui confient l'écriture du volume sur la séparation des Églises et de l'État pour la collection « Archives ». Puis en 1969, il soutient à la Sorbonne, sous la direction de Pierre Renouvin, et devant René Rémond et Émile Poulat, sa thèse consacrée à Jules-Auguste Lemire, prêtre puis député du Nord, figure de la démocratie chrétienne à la fin du XIXe siècle. À la demande d'André Latreille, il écrit dans les années 1970, plusieurs articles dans Le Monde.
Il devient « une référence sur les enjeux politico-religieux de la fin du XIXe et de la première moitié du XXe siècle ». Ses travaux sont consacrés notamment à la démocratie chrétienne, au catholicisme social et à la question de la laïcité.
Il est nommé professeur d’histoire contemporaine à l'université Lyon-II (1969), puis à l'université Paris-XII (1971) et à l’université Paris IV-Sorbonne (1981), jusqu'à l'éméritat (2002). De 1974 à 1990, il enseigne également à l'Institut d'études politiques de Paris et dirige l'Institut d'histoire moderne et contemporaine du CNRS de 1978 à 1983. Entre 1975 et 1978, il est le premier président de l'Association française d'histoire religieuse contemporaine, qu'il participe à fonder.
Il publie de nombreux ouvrages, résultats de ses recherches ou synthèses grand public. En plus d'avoir dirigé et participé à de nombreux collectifs, Mayeur a été le codirecteur Histoire du christianisme des origines à nos jours (Desclée/Fayard) et du vaste projet de rédaction d'un Dictionnaire du monde religieux dans la France contemporaine (1985-2000). À cette somme s'ajoute encore ses histoires de la vie politique sous la Troisième République. En 1997, il publie La Question laïque chez Fayard.

## Famille
Il est le mari de Françoise Mayeur (1933-2006) et le père de Catherine Mayeur-Jaouen (née en 1964), toutes deux historiennes.

## Publications
- Participation à Louis-Henri Parias (dir.), Histoire du peuple français. Cent ans d'esprit républicain, contributions de Jean-Marie Mayeur (1875-1914), François Bédarida (1914-1931), Antoine Prost (1931-1947), Jean-Louis Monneron (1947-1963), Paris, Nouvelle librairie de France, 1963.
- La séparation de l'Église et de l'État, 1905, Paris, Julliard, coll. « Archives » (no 20), 1966, 202 p. (présentation en ligne), [présentation en ligne].
- L'abbé Lemire 1853-1928. Un prêtre démocrate, Paris, Casterman, « Religion et sociétés », 1968, 698 p. (édition de sa thèse d'État).
- Autonomie et politique en Alsace. La Constitution de 1911, Paris, Armand Colin, 1970.
- Nouvelle histoire de la France contemporaine, t. 10 : Les Débuts de la Troisième République, 1871-1898, Paris, Éditions du Seuil, coll. « Points histoire » (no 110), 1973, 254 p. (ISBN 2-02-000670-7, présentation en ligne).
- avec Jean-Baptiste Duroselle, Histoire du catholicisme, Paris, Presses universitaires de France, coll. « Que sais-je ? », 1974 (plusieurs rééditions dont 1985).
- Des partis catholiques à la démocratie chrétienne, XIXe – XXe siècles, Paris, Armand Colin, coll. « U / Histoire contemporaine », 1980, 247 p. (présentation en ligne).
- La vie politique sous la Troisième République, 1870-1940, Paris, Éditions du Seuil, coll. « Points histoire » (no 73), 1984, 445 p. (ISBN 2-02-006777-3, présentation en ligne).
- Codirection avec Yves-Marie Hilaire du Dictionnaire du monde religieux dans la France contemporaine, 10 tomes, Paris, Beauchesne, 1985-2000.
- Catholicisme social et démocratie chrétienne : principes romains, expériences françaises, Paris, Éditions du Cerf, coll. « Histoire », 1986, 247 p. (ISBN 2-204-02439-2, présentation en ligne).
- avec Xavier de Montclos, Dictionnaire du monde religieux dans la France contemporaine, Volume 6, Éditions Beauchesne, 1994  (ISBN 2701013054 et 9782701013053).
- La question laïque, XIXe – XXe siècle, Paris, Fayard, « L'espace du politique », 1997  (ISBN 2-213-60013-9).
- La séparation de l'Église et de l'État, Paris, Éditions de l'Atelier, 2005, 255 p. (ISBN 2-7082-3785-3).
- Gambetta, la patrie et la république, Paris, Fayard, 2008, 556 p. (ISBN 978-2-213-60759-7, présentation en ligne), [présentation en ligne], [présentation en ligne], [présentation en ligne].